# Le Monorail
Le Monorail (France) ou Marge contre le Monorail (Québec) (Marge Vs. the Monorail) est le 12e épisode de la saison 4 de la série télévisée d'animation Simpson.

## Synopsis
À la suite d'une pollution excessive du parc de Springfield, M. Burns doit payer une amende de trois millions de dollars à la communauté. Pour résoudre cet excédent monétaire, un mystérieux entrepreneur, Lyle Lanley, se propose d'installer un monorail à Springfield contre la somme. Mais Marge, trouvant un monorail dans une petite ville excessif, découvre que monsieur Lanley transforme toutes les villes auxquelles il vend des monorails en villes fantômes...
En effet, les monorails que vend Lanley datent d'expositions universelles plus ou moins anciennes (1964 pour le monorail de Springfield). Marge rencontre un savant, habitant North Haverbrook, une ville plumée par Lanley. Le jour de l'inauguration, le monorail défectueux devient incontrôlable mais Homer, aidé par le savant, parvient à l'arrêter.
Quant à Lanley, qui a quitté la cérémonie d'inauguration en douce, son avion pour Tahiti a fait escale à North Haverbrook, où des habitants en colère l'attendent.